# Doriopsilla fedalae
Doriopsilla fedalae är en snäckart som beskrevs av Pruvot-fol. 1953. Doriopsilla fedalae ingår i släktet Doriopsilla och familjen Dendrodorididae. Inga underarter finns listade i Catalogue of Life.